# Vesancy

Vesancy este o comună în departamentul Ain din estul Franței.